# Katholieke Kerk in Rusland

Rusland

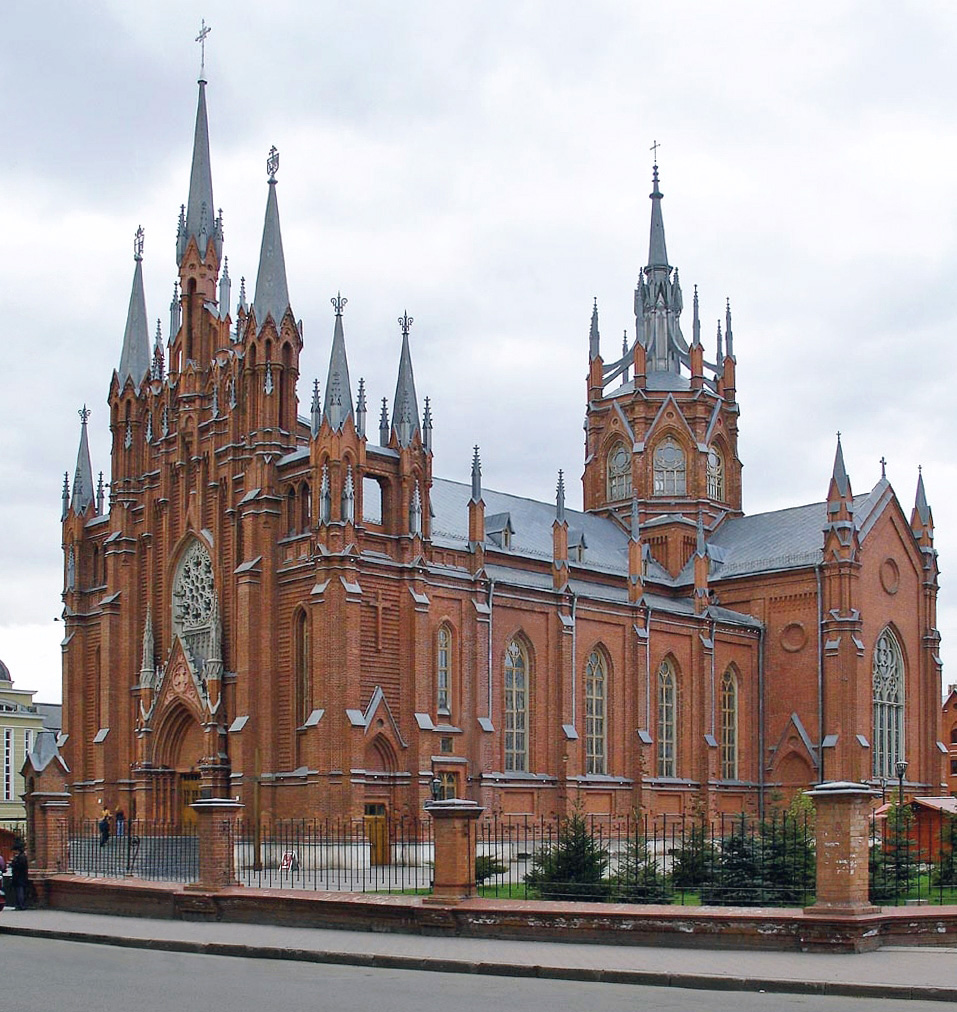
Kathedraal van de Onbevlekte Ontvangenis van Maria in Moskou

De Katholieke Kerk in Rusland (Russisch: Католицизм в России) maakt deel uit van de wereldwijde Katholieke Kerk, die onder het geestelijk leiderschap staat van de paus in Rome. In Rusland wonen ongeveer één miljoen katholieken (minder dan 1 procent van de bevolking). Sinds 27 oktober 1997 staat ze onder leiding van aartsbisschop Paolo Pezzi, FSCB, die aartsbisschop Tadeusz Kondrusiewicz opvolgde.
Naast deze gelovigen die de Latijnse ritus gebruiken, bestaat er ook de Russisch-Katholieke Kerk die eveneens in communio verbonden is met de bisschop van Rome, maar die de Byzantijnse ritus gebruikt.
Apostolisch nuntius voor de Russische Federatie is sinds 1 juni 2020 aartsbisschop Giovanni D’Aniello, die tevens nuntius is voor Oezbekistan.

## Geschiedenis
De Katholieke Kerk kreeg zijn eerste eigen parochie in Moskou ten tijde van Peter de Grote (1672-1725). Met de toevoeging van delen van het Pools-Litouwse Gemenebest en de westelijke Oekraïne aan het Russische Rijk nam het aantal katholieken toe.

### Vervolging tijdens het Sovjetregime
Tijdens de periode van de Sovjet-Unie (1917-1991) werden gelovigen van alle religies vervolgd. Kerken werden verwoest en priesters vermoord. Een aantal katholieken kwam in Siberië terecht als gevolg van verbanning. Dat waren bijvoorbeeld Oekraïners, Litouwers en Wolgaduitsers.
In 1917 werkten in Rusland 900 katholieke religieuzen en priesters. De zwaarste repressie deed zich voor in 1937 tijdens het bewind van Jozef Stalin. De fusillering van bisschop Frison in dat jaar betekende het einde van de katholieke hiërarchie in de Sovjet-Unie. In datzelfde jaar werd de op een na laatste katholieke priester door het communistisch Sovjet-regime in Siberië vermoord. Onder Gorbatsjov (eind jaren 1980) kregen gelovigen meer vrijheid en sinds het uiteenvallen van de Sovjet-Unie geldt er godsdienstvrijheid.

### Heroprichting na de val van het communisme
Op 13 april 1991 werden twee Apostolische Administraturen opgericht: een in het Europese deel van Rusland en een in het Aziatische deel. Bisschop Tadeusz Kondrusiewicz werd Apostolisch Administrator voor het Europese gedeelte, terwijl Joseph Werth, een Wolga-Duitser, benoemd werd tot administrator voor het Aziatische deel.
Op 12 december 1999 werd de kathedraal van de Onbevlekte Ontvangenis van Maria in Moskou heringewijd en op 11 februari 2002 werden door paus Johannes Paulus II terug vier bisdommen opgericht: in Moskou, Saratov, Novosibirsk en Irkoetsk.

## Bisdommen
- Kerkprovincie Moeder Gods
  - Aartsbisdom Moeder Gods (Moskou)
  - Bisdom Sint Clemens (Saratov)
  - Bisdom Sint Jozef (Irkoetsk)
  - Bisdom van de Gedaanteverandering van Jezus (Novosibirsk)
  - Apostolische prefectuur Joezjno-Sachalinsk

Indeling
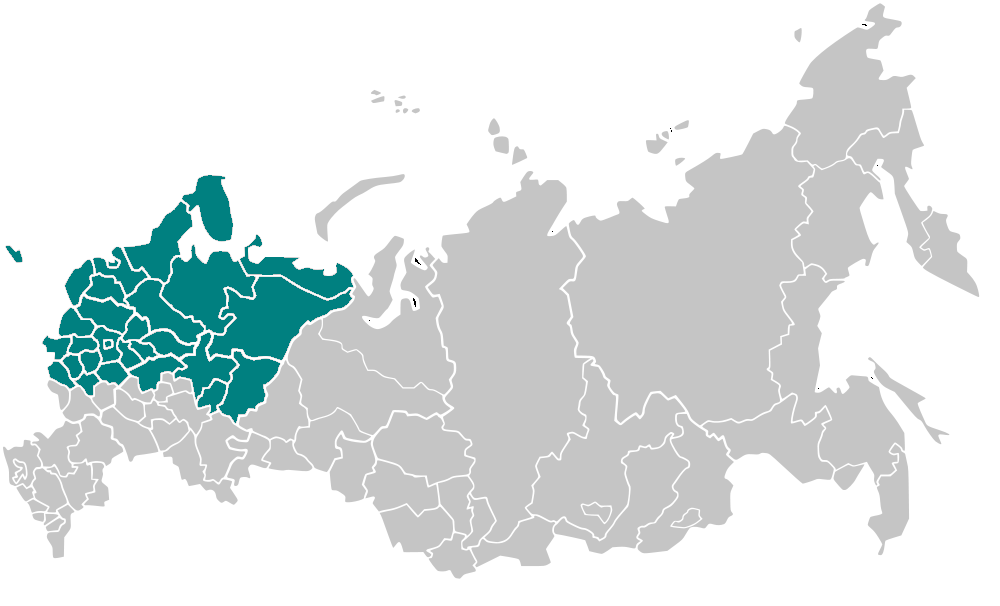
Aartsbisdom Moeder Gods
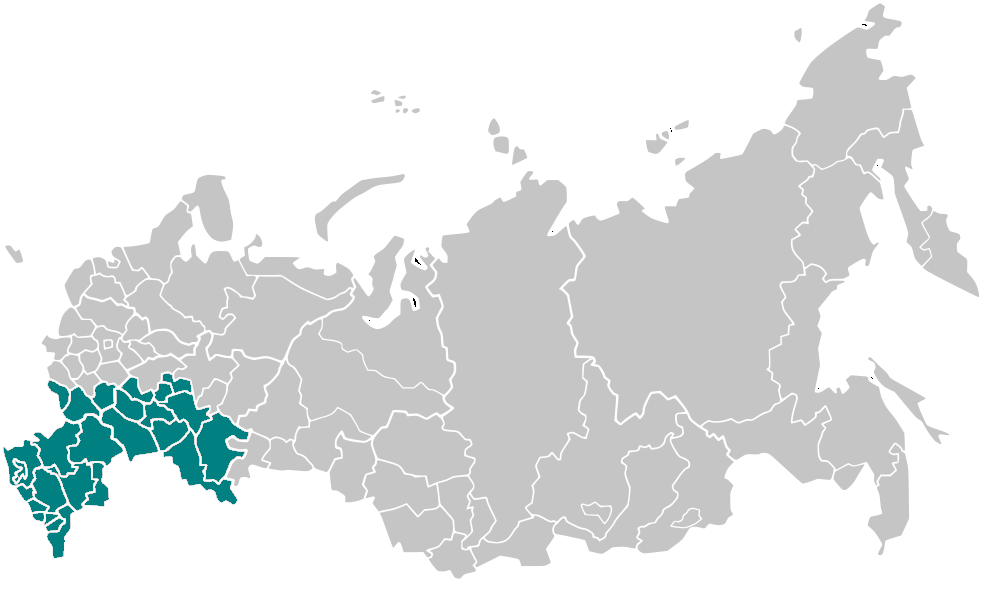
Bisdom Sint Clemens
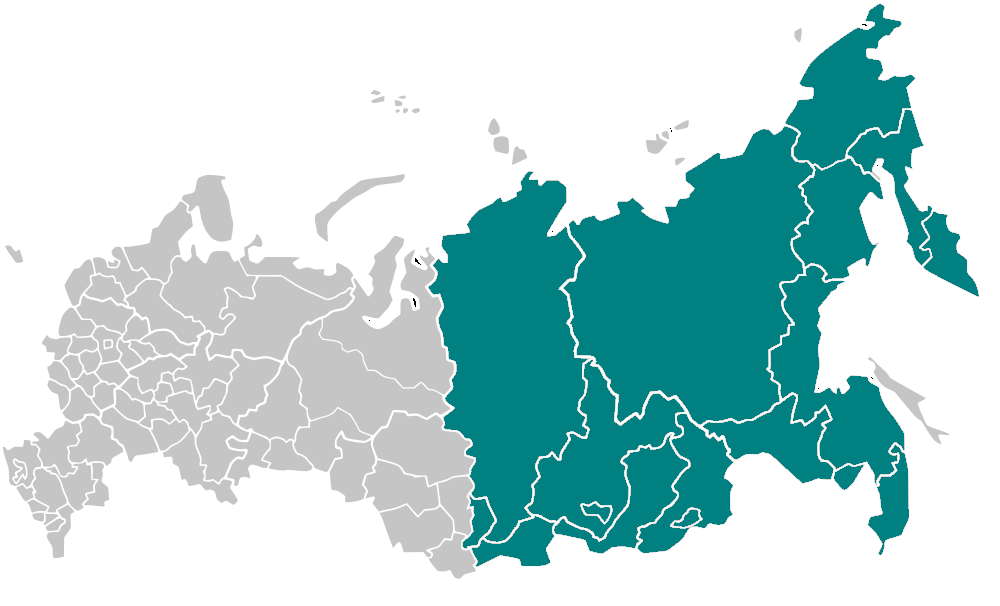
Bisdom Sint Jozef
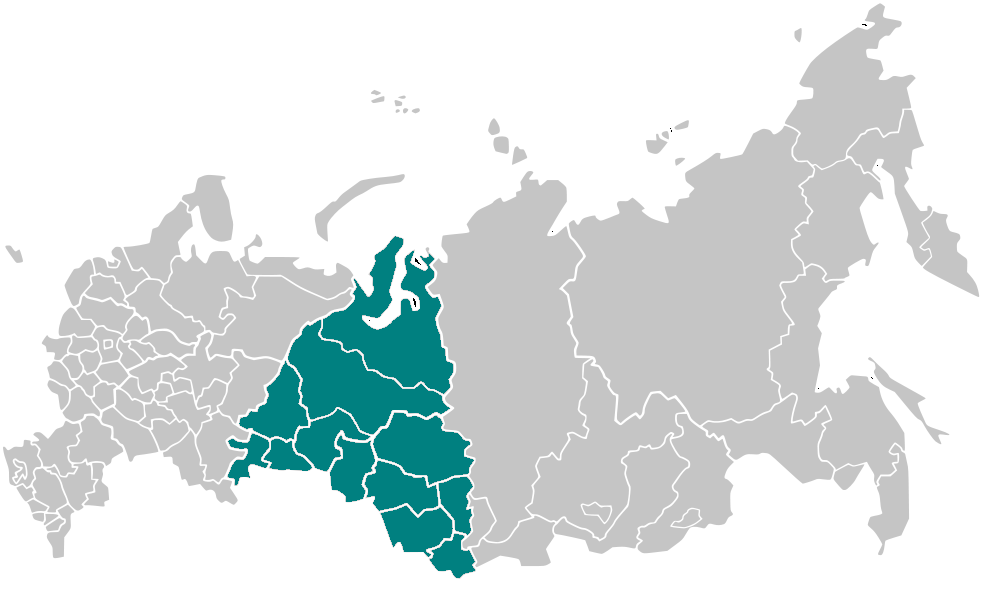
Bisdom van de Gedaanteverandering van Jezus
Apostolische prefectuur Joezjno-Sachalinsk

## Metropolieten
- Tadeusz Kondrusiewicz (2002 - 2007)
- Paolo Pezzi, FSCB (2007 - heden)